# Joris Seddik
Joris Seddik est un joueur français de volley-ball né le 4 janvier 2006 à Mende. Il mesure 2,12 m et joue central. Après avoir été un élément essentiel des équipes de France jeunes, il débute chez les France A à 18 ans, en 2024, et commence sa carrière internationale par la victoire en Volley Nation League.

## Biographie
Joris Seddik est né et a grandi à Mende. Il est alors formé au sein du Mende Volley Lozère, au moment où l'équipe senior grimpe peu à peu les échelons du championnat de France, jusqu'à atteindre la Ligue B (2e division).
À l'âge de 15 ans, il rejoint Montpellier et le Centre National du Volley-Ball, d'abord avec l'équipe 2 qui joue en Élite (3e division) puis l'équipe 1 en Ligue B.
Il signe son premier contrat professionnel avec le MHSC VB pour la saison 2023-2024, avec laquelle il fait quelques apparitions en Marmara spike league.
Au début de l'année 2023, il honore ses premières sélections au sein de l'équipe de France de volley-ball pour participer à la Volley Nation League. Il participe, de même, à la compétition suivante en 2024, que la France remporte. Un temps envisagé, il n'est cependant pas conservé par Andrea Giani dans le groupe pour participer aux Jeux olympiques de Paris 2024.
Il commence sa deuxième saison au MHSC VB par une victoire en supercoupe de France aux dépens de l'équipe de Saint-Nazaire. La bilan de la saison montpelliéraine est en demi-teinte, premier de la saison régulière, le MHSC échoue en finale de la coupe de France contre Tourcoing, puis en demi-finale du championnat face à Tours, futur champion de France.
Joris Seddik rejoint alors le championnat italien et le club du You Energy Plaisance pour deux saisons,, où il succède notamment à Moussé Gueye au poste de central.

## Palmarès

### En sélection nationale
| Mondial                                 | Continental | Jeune |
| --------------------------------------- | ----------- | --- |
| - Ligue mondiale (1) - Vainqueur : 2024 |             | - Championnat du monde U19 - Vainqueur 2024. - Championnat d'Europe U21 - Vainqueur 2024. - Championnat d'Europe U19 - 2e 2022. - WEVZA U19 - 2e 2021 |

### En club
| Union européenne | France                                         |
| ---------------- | ---------------------------------------------- |
| -                | - Supercoupe de France (1) - Vainqueur : 2024. |